# Corythalia heliophanina
Corythalia heliophanina là một loài nhện trong họ Salticidae.
Loài này thuộc chi Corythalia. Corythalia heliophanina được Władysław Taczanowski miêu tả năm 1871.